# Om själ och kropp
Om själ och kropp (ungerska: Testről és lélekről) är en ungersk dramafilm från 2017 i regi av Ildikó Enyedi, med Géza Morcsányi och Alexandra Borbély i huvudrollerna. Den handlar om en man och en kvinna som arbetar på ett slakthus och upptäcker att de båda drömmer varje natt att de är två hjortar som träffas i en skog.
Filmen tävlade vid filmfestivalen i Berlin 2017 där den vann Guldbjörnen, FIPRESCI-priset och den ekumeniska juryns pris. Den gick upp på biografer i Sverige den 22 september 2017. Filmen blev dessutom Oscarsnominerad 2018 för "Bästa utländska film".

## Roller
- Géza Morcsányi som Endre
- Alexandra Borbély som Mária
- Zoltán Schneider som Jenő
- Ervin Nagy som Sanyi
- Itala Békés som Zsóka